# Jeremy Hunt (homme politique)
Pour les articles homonymes, voir Jeremy Hunt.
Jeremy Hunt, né le 1er novembre 1966 à Godalming dans le Surrey, est un homme politique britannique, membre du Parti conservateur. Il est chancelier de l'Échiquier du 14 octobre 2022 au 5 juillet 2024.

## Biographie
Fils de l'amiral sir Nicholas Hunt (en), il étudie la philosophie, la politique et l'économie (programme P.P.E.) au Magdalen College à Oxford. Membre du Parti conservateur, Hunt est élu député pour la circonscription de South West Surrey depuis 2005.
Secrétaire d'État à la Culture, aux Jeux olympiques, aux Médias et aux Sports de 2010 à 2012, après le remaniement ministériel de début septembre 2012, il devient secrétaire d'État à la Santé du Royaume-Uni.
En tant que secrétaire d'État à la Santé, Hunt offre un contrat aux médecins junior qui augmente leur salaire de base mais réduit le nombre d'heures qualifiantes pour un salaire supérieur (premium pay) ; le contrat stipule également que le travail du samedi compte pour des heures normales,,. Les négociations avec la British Medical Association (BMA), le syndicat des médecins britanniques, ont échoué, menant à des grèves en 2016 pendant lesquelles les médecins junior ont seulement assuré les soins d'urgence,. L'éditorialiste du British Medical Journal et le président du conseil du BMA avancent que Hunt a déformé les résultats de recherches pour appuyer son opinion que des patients perdaient la vie à cause d'un suivi inadéquat du National Health Service pendant le weekend. Le portefeuille de la Protection sociale lui est rajouté le 8 janvier 2018. Sa réforme lui a valu le titre de « politicien de première ligne le plus détesté du Royaume-Uni », selon un sondage relayé par The Independent.
Pour justifier la réduction des aides sociales, il somme les bénéficiaires de longue durée de « prendre leurs responsabilités » et de réduire leur taux de fécondité, ajoutant que l’État n'aiderait plus les familles nombreuses dont les membres adultes n'ont pas d'emploi. Le journaliste Owen Jones lui reproche de « recycler un vieux préjugé sur les pauvres qui se reproduiraient sans frein, sur la mère célibataire rustaude qui pompe le maximum d’allocations en faisant une ribambelle d’enfants », et affirme que « seules 3,4 % des familles qui perçoivent ces aides depuis longtemps ont quatre enfants ou plus ».
Il fait campagne contre le Brexit lors du référendum de 2016. L'année suivante il affirme toutefois qu'il voterait en faveur du Brexit en cas de second référendum.
Le 9 juillet 2018, il devient secrétaire d'État des Affaires étrangères et du Commonwealth, en remplacement de Boris Johnson. Il se félicite en avril 2019 de l'arrestation du journaliste Julian Assange, affirmant que celui-ci « n'est pas un héros, [qu’]il a fui la vérité pendant des années et [qu’]il est juste que son avenir soit décidé par le système judiciaire britannique ».
Candidat à l’élection de 2019 à la direction du Parti conservateur, il se qualifie pour le vote des adhérents du parti face à Boris Johnson après avoir obtenu 77 voix de députés au cinquième tour de scrutin (contre 160 pour Johnson et 75 pour Michael Gove). Contrairement à son adversaire, il se dit prêt à repousser la date fixée pour le Brexit (31 octobre 2019), tout en n’excluant pas à terme une sortie sans accord avec l’Union européenne. Il est ensuite battu par Boris Johnson lors du vote des adhérents du parti, obtenant 46 656 voix et 33,5 % contre 92 153 voix et 66,1 % pour son adversaire.
Le 14 octobre 2022, il est nommé chancelier de l'Échiquier par la Première ministre Liz Truss, dont il avait été un adversaire lors de la campagne pour la direction du Parti conservateur quelques semaines plus tôt.  Il n'avait pas obtenu les 30 voix requises auprès des députés conservateurs pour soumettre sa candidature aux membres du parti, et s'est finalement rallié à Rishi Sunak, lequel avait été battu par Liz Truss. Il succède à Kwasi Kwarteng, limogé après la présentation du budget le 23 septembre,.
Il révoque presque entièrement les mesures prises par son éphémère prédécesseur. Après avoir annoncé des « décisions difficiles » à venir, il réduit les aides énergétiques et envisage des réductions de dépenses dans les services publics.

## Fortune
Il possède en 2012 une fortune estimée à 4,1 millions de livres sterling (4,8 millions d’euros).